# Eduard Manchón i Molina
Eduard Manchón i Molina (Barcelona, 24 de juliol del 1930 - Barcelona, 29 de setembre del 2010) va ser un futbolista català dels anys 50. Va desenvolupar la major part de la seva carrera esportiva al FC Barcelona, entre 1948 i 1957, com a extrem esquerre, formant part de la llegendària davantera del "Barça de les Cinc Copes" de la temporada 1951-52 al costat de Basora, César, Kubala, Vila i Moreno, que emocionaren els barcelonistes i que Joan Manuel Serrat popularitzà amb la seva famosa cançó "Temps era temps".
Manchón va ser un extrem esquerre de classe excepcional, petit (1,66 m d'alçada), fibrat, amb gran velocitat i molt bon regat, però també un excel·lent rematador. La seva velocitat va fer que l'anomenessin amb el sobrenom de La Bicicleta. Va ser internacional amb la selecció catalana i amb la selecció espanyola.

## Biografia

### Inicis
Nasqué al barri obrer de Can Tunis, prop del Port de Barcelona, en una família que procedia de Lorca (Murcia). El seu pare feia de barraquer del camp de Casa Antúnez, modest equip d'aquell barri, on Eduard Manchón va començar a jugar. Cal recordar que de 1939 a 1949 el futbol juvenil no depenia de la Federació Espanyola, sinó del Frente de Juventudes. En complir 18 anys passà al Barcelona Amateur, que l'havia rebutjat anteriorment, on va coincidir amb Biosca, Bosch i Aloy, que posteriorment jugaren al primer equip del Barça amb el mateix Manchón. Guanyà el Campionat d'Espanya d'Aficionats del 1949 amb aquell equip, i en la final Manchón destacà obrint el marcador i marcant després el gol de la victòria (3-2) davant del Indautxu de Biscaia. L'any 1949 fou cedit al SD Espanya Industrial, club filial del Barça equivalent al que posteriorment va ser el Condal i actualment el Barça B, amb el qual realitzà una excel·lent temporada que li obrí les portes a tornar al Barça.

### Primer equip del FC Barcelona
En la temporada 1950-51 Manchón va lluitar per un lloc a l'onze inicial del primer equip amb l'argentí Nicolau, llavors titular indiscutible. Una expulsió de Nicolau va permetre el debut de Manchón al Camp de Les Corts el 8 d'octubre de 1950 en un Barça-Valencia (2-1), en què Manchón marcà el gol de la victòria, fet que li donà el crèdit suficient per mantenir-se a l'equip durant les següents jornades, encara que no va rendir al nivell que s'esperava d'ell. Amb massa nervis a causa de la competència amb Nicolau, un trencament de lligaments el va apartar de l'últim tram del campionat. La temporada següent, amb Fernando Daucik d'entrenador, va començar com a titular, en part gràcies a les lesions de Basora, primer, i Nicolau, després, i va poder mantenir-se com a titular durant sis temporades. En 144 partits de Lliga amb el Barça marcà 57 gols, a més d'incomptables centrades perquè els ariets Kubala o César marquessin més gols. En total jugà 201 partits oficials amb el primer equip, marcant 81 gols. En la temporada 1952-53 Manchón era el quart davanter del Barça més ben pagat, amb 255.675 pessetes.
En les set temporades al primer equip del Barça va guanyar una Copa Llatina (1952), dues Lligues (1951/52 i 1952/53), dues Copes Eva Duarte (1952 i 1953), una Petita Copa del Món (1957) i quatre Copes del Generalíssim (1951, 52, 53, 57), malgrat que ell sols jugà les finals contra el València CF, en el 52, i l'Athletic Club, en el 53, i va marcar un gol en cadascuna. També jugà la final de Copa del 1954, en què el València guanyà el Barça.

### Darrers anys
L'arribada al Barça de l'uruguaià Ramón Villaverde va relegar Manchón a ser suplent, en una època en què no estaven permesos els canvis durant els partits, i no ser titular implicava caure en l'oblit. L'any 1957, quan encara li quedaven dos anys de contracte amb el Barça, Manchón demanà la baixa per fixar pel Granada CF, on jugà la temporada 1957-58. Quan el Granada va visitar el camp del Barça Manchón va marcar un gol al seu excompany Ramallets i el públic el va aplaudir, ja que el Barça guanyà 4-1. Amb el Granada va jugar 17 partits de lliga, marcant 4 gols.
Posteriorment milità la temporada 1958-59 al Real Club Deportivo de La Coruña, que llavors jugava a la segona divisió i de 1959 a 1961 al CA Iberia, equip del seu barri de Can Tunis, que jugava a tercera divisió. En l'últim any de la seva carrera professional, la temporada 1961-1962, va jugar a les files del Centre d'Esports l'Hospitalet. Manchón va disputar 26 partits i va marcar 9 gols amb l'Hospitalet, quan el club militava en la tercera divisió, grup 7è.
Malgrat la seva gran qualitat, només va disputar un partit amb la selecció espanyola absoluta, el 14 de març de 1954, davant Turquia a Istanbul, en que Espanya va perdre 1 a 0 amb Luis Iribarren d'entrenador. L'any anterior Pedro Escartín l'havia fet debutar amb l'equip B de la selecció davant Luxemburg. També jugà un partit amb la selecció de futbol de Catalunya.
L'any 2007 va participar en la celebració del 25è aniversari del primer ascens de l'Hospitalet a segona divisió B. Casat amb Roser i pare de dos fills, Eduardo i Esther, Manchón va jugar amb els Veterans del Barça fins passats els 75 anys. Un torneig de futbol platja s'anomena en honor seu, organitzat pel seu amic Josep Maldonado els mesos d'agost a Coma-ruga.
Eduard Manchón morí a Barcelona a causa d'un càncer el 29 de setembre del 2010, en un dia en què mig país feia una vaga general, i deixà Estanislau Basora i Jordi Vila com a únics supervivents dels davanters d'aquell llegendari equip del Barça. El destí va impedir a Manchón d'assistir a la celebració que el Barça havia previst per al següent partit del primer equip per commemorar els 60 anys del seu debut davant del València. Les seves restes descansen el cementiri de les Corts.

## Clubs
- Barcelona Amateur: 1948-49
- SD Espanya Industrial: 1949-50
- FC Barcelona: 1950-57
- Granada CF: 1957-58
- Real Club Deportivo de La Coruña: 1958-59
- Club Atlètic Ibèria: 1959-61
- Centre d'Esports l'Hospitalet: 1961-62

## Palmarès
- 2 Lligues: 1951-1952, 1952-1953
- 4 Copes del Generalíssim: 1951, 1952, 1953, 1957
- 2 Copes Eva Duarte: 1952, 1953
- 1 Copa Llatina: 1952
- 1 Petita Copa del Món: 1957